# Оксатр (цар Гераклеї)
Оксатр (до 306 до н. е. — 284 до н. е.) — один з останніх царів Гераклеї Понтійської у 305 до н. е.—284 до н. е. роках (спочатку з Амастридою, потім братом Клеархом II). Ім'я перекладається як «Той, що добре керує».

## Життєпис
Молодший син Діонісія, першого царя Гераклеї Понтійської. Його матір'ю була Амастрида з династії Ахеменідів. Був доволі молодим, коли помер його батько (305 року до н. е.)
Разом зі зведеним братом Клеархом його було оголошено царем, втім з огляду на малий вік нових володарів владу перебрала Амастрида. У 301 році до н. е. отримав від останньої повну владу. При цьому брат Клеарх фактично мав більшу владу. За його ініціативи 288 року до н. е. було вбито Амастриду. Невідомо, чи брав участь в цій змові Оксатр.
У відповідь на це того ж року (або 284 року до н. е., що більш ймовірно) до Гераклеї вдерся Лісімах, який помстився за вбивство Амастриди, поваливши Оксатра і Клеарха II. Їх невдовзі було страчено.